# Майнборн
Майнборн (нем. Meinborn) — община в Германии, в земле Рейнланд-Пфальц. 
Входит в состав района Нойвид. Подчиняется управлению Ренгсдорф.  Население составляет 515 человек (на 31 декабря 2010 года). Занимает площадь 4,39 км².